# Atina (vino)
Atina è una DOC riservata ad alcuni vini prodotti nei comuni di Atina, Gallinaro, Belmonte Castello, Picinisco, Sant'Elia Fiumerapido, Alvito, Villa Latina, San Donato Val di Comino, Vicalvi, Casalattico, Casalvieri e Settefrati in provincia di Frosinone.

## Zona  di produzione
I vini “Atina” sono prodotti in provincia di Frosinone, nella valle di Comino e sulle colline circostanti, un territorio di circa 11 350 ettari.
In collina troviamo suoli superficiali, calcarei marnosi con abbondante scheletro, ricchi di carbonato di calcio e con la presenza di frazioni argillose; a fondovalle, terreni alluvionali o sedimentari con presenza di arenarie, calcari marnosi e marne di colore giallastro e tessitura limosa.
I vigneti sono compresi tra i 70 e i 600 m s.l.m. con pendenza variabile. L'esposizione generale è verso ovest, sud-ovest. “Sono da escludere i terreni eccessivamente umidi o insufficientemente soleggiati e, in particolare, quelli ubicati nelle zone alluvionali in corrispondenza dei fiumi Melfa e Mollarino”
Il clima dell'area è temperato con temperatura media annua compresa tra i 12,0 ed i 14,2 °C, inverno molto freddo con temperatura media giornaliera inferiore ai 10 °C per 4-5 mesi e temperatura media minima del mese più freddo tra 0,1 e 2,°C. Le precipitazioni medie annue sono molto abbondanti comprese tra i 1 234 ed i 1 606 mm, piove anche in estate per complessivi 123-160 mm.
La combinazione tra le caratteristiche del terreno ed i fattori climatici, determina nei vini rossi un'ottimale maturazione fenolica e un ottimale rapporto tra zuccheri e acidi e nei bianchi la produzione di significative quantità di precursori aromatici.
Si ottengono così vini di grande pregio.

## Storia
Attraverso una consistente documentazione è possibile seguire, nei secoli, la coltivazione della vite nella Valle di Comino. Le prime testimonianze risalgono ai georgici latini.
Nei monasteri della zona (particolarmente quelli benedettini) sono conservati i contratti agrari riguardanti le vigne dell'epoca medievale.
Giovanni Paolo Mattia Castrucci, nella Descrizione del Ducato d'Alvito nel Regno di Napoli in Campagna felice (1632), lo descrive così:
Altre testimonianze si trovano nel Dizionario geografico-ragionato del Regno di Napoli (1797) di Lorenzo Giustiniani, nella Corografia dell'Italia (1833) del Rampoldi e nel «Giornale di scienze mediche» (1848).
Durante i secoli XIX e XX la viticoltura locale ha subito profonde modificazioni. Infatti, accanto alle varietà tradizionalmente coltivate, ad opera di Pasquale Visocchi, insigne agronomo di Atina, sono state introdotte numerose varietà francesi, sia a bacca bianca, sia a bacca rossa, che costituiscono ormai la base della enologia in tutta la Valle di Comino.

## Disciplinare
Precedentemente all'attuale disciplinare questa DOC era stata:
- Approvata con DM 26.04.1999, G.U. 103 - 05.05.1999
- Modificata con DM 02.08.2011, G.U. 203 - 01.09.2011